# الدادة دودي (فلم)
الدادة دودي فيلم كوميدي مصري إنتاج عام 2008 بطولة ياسمين عبد العزيز.

## قصة الفيلم
تدور أحداث الفيلم حول فتاة تعمل في سرقة الموبايلات، وتتورط في جريمة محاولة قتل وسرقة مبلغ كبير من المال، فتهرب، ويستعين بها لواء شرطة أرمل للعمل كمربية لستة أطفال، دون أن يكون لديها أي خبرة بتربية الأطفال، فتضطر ويبدأ تدبير لها الأطفال المَقالب والمَكائد حتى تعجز عن العمل وتهرب ولكنها تنجح في نهاية المَطاف في كسب ثقتهم، وتُحولهم إلى أصدقاء لها. وتخرج من القضية ويعتبرها الأب ابنة له.

## الممثلون
- ياسمين عبد العزيز: بدور رضا
- صلاح عبد الله: بدور اللواء جلال أبو اليزيد
- محمد شرف: بدور مجدي
- سامح حسين: بدور عيساوي
- إدوارد: ضيف شرف
- منى زكي: ضيفة شرف
- يوسف داود: بدور ناظر المدرسة
- صبري فواز: بدور الضابط حلمي
- إيمان السيد: ضيفة شرف
- بدرية طلبة: بدور قاسمة
- وائل علاء: بدور سائق الباص
- حسن مصطفى: بدور مدبولي
- سما المصري: بدور نوسة
- نادية العراقية: بدور مشرفة الباص
- نورا الفولى: دينا

## تعرض الفيلم لبعض الانتقادات
تعرض الفيلم لانتقادات في العرض الخاص به حيث قال البعض أنه مقتبس من رواية صوت الموسيقى العالمية التي قامت بتمثيل فيلمها النجمة جولي آندروز، والتي حُولت في منتصف السبيعينات إلى فيلم مصري سينمائي بعنوان «حب أحلى من حب» بطولة محمود ياسين، ونجلاء فتحي كتب السيناريو له السيد بدير وقام بإخراجه حلمي رفلة، وكذلك ظهرت مسرحية «موسيقى في الحي الشرقي» المأخوذة عن نفس الرواية وشارك فيها كلٌ من سمير غانم وصفاء أبو السعود، وجورج سيدهم.

## وصلات خارجية
- الدادة دودي على موقع IMDb (الإنجليزية)
- الدادة دودي على موقع الدهليز
- الدادة دودي على موقع قاعدة بيانات الأفلام العربية
- الدادة دودي على موقع قاعدة بيانات الفيلم (الإنجليزية)
- الدادة دودي على موقع ليتربوكسد (الإنجليزية)